# Hippocamelus
Hippocamelus là một chi động vật có vú trong họ Hươu nai, bộ Guốc chẵn. Chi này được Leuckart miêu tả năm 1816. Loài điển hình của chi này là Hippocamelus dubius Leuckart, 1816 (= Equus bisulcus Molina, 1792).

## Các loài
Chi này gồm các loài:
- Hippocamelus antisensis (d'Orbigny, 1834)
- Hippocamelus bisulcus

## Hình ảnh

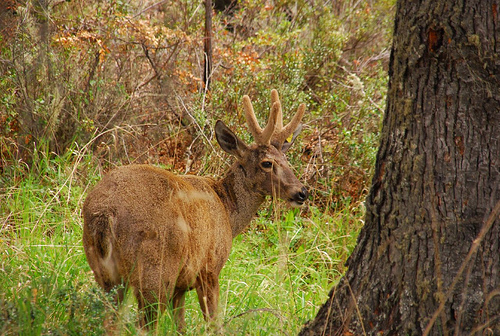
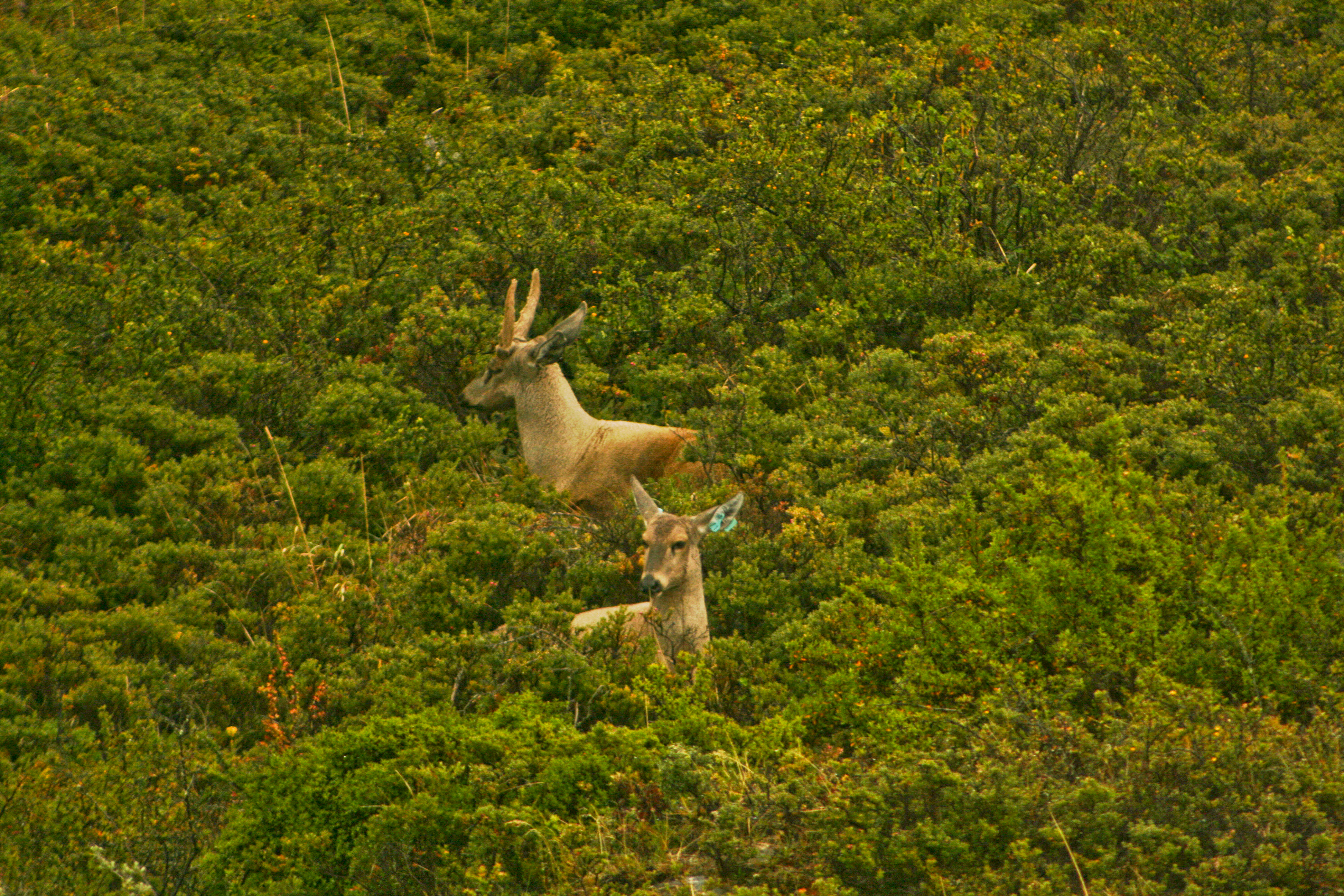